# Petsuchos
Petsuchos (grec ancien Πετεσοῦχος ) est le rendu phonétique du nom du crocodile sacré du temple de Sobek à Crocodilopolis.
Petsuchos signifie « fils de Sobek », mais en Égypte antique, Pȝ- ḏ a le sens d'« animal », « fils » ou « descendants ».
Les Petsuchoi étaient traités en dieux, ornés d'or et de pierres précieuses. Quand un Petsuchos mourait, son corps était momifié et il était remplacé par un autre.

## Symbole
| I5 |

| I5 |